# Ardhačandrásana

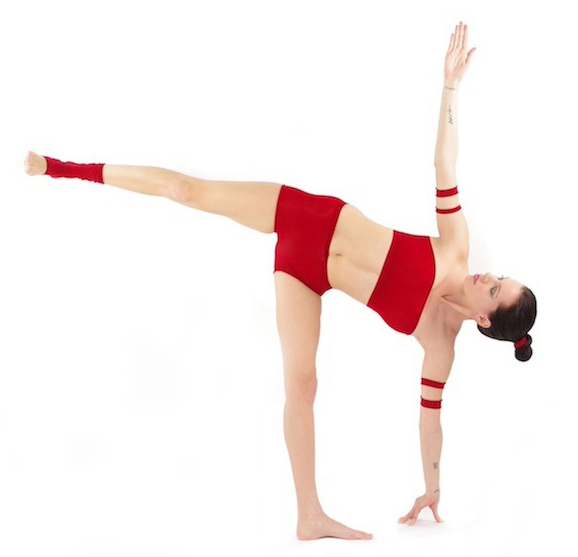
Ardhačandrásana

Ardhačandrásana ( अर्धचन्द्रासन) neboli „půlměsíc“ je jednou z ásan.

## Etymologie
V Sanskrtu ardha znamená polovina, 'čandra' (चन्द्र) znamená měsíc a 'ásana' (आसन) posed.

## Postup
- do ásany lze vstoupit například z trigonásany
- pravá noha je vpřed, nádech, pohled šikmo před pravou nohu, tam položit dlaň na zem a vytočit kyčle
- pohled vzhůru, tělo je v jedné rovině a co nejplošší